# Andreas Uebele

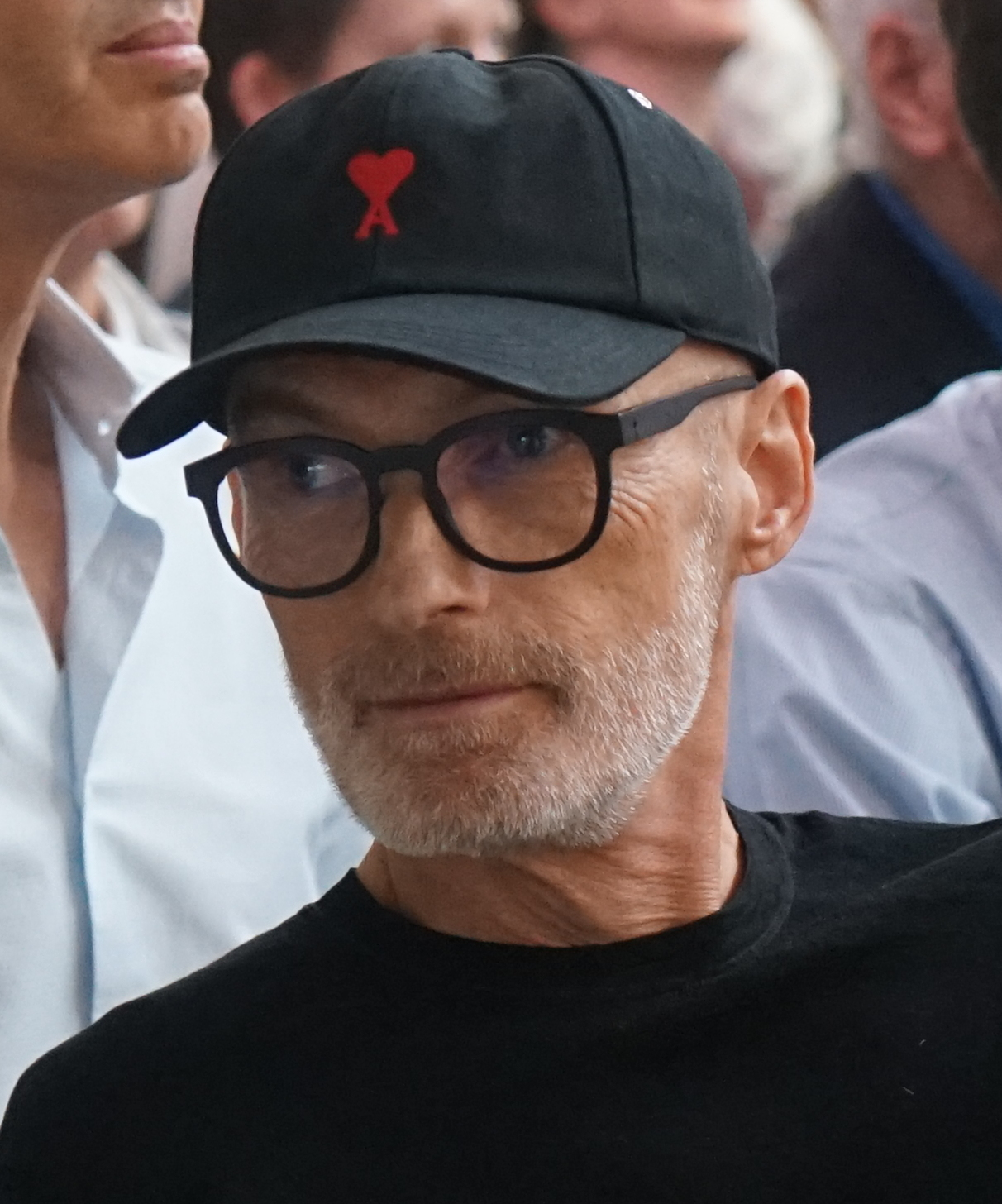
Andreas Uebele, 2025

Andreas Uebele (* 1960 in Faurndau) ist ein deutscher Grafikdesigner und Professor für Visuelle Kommunikation. Er lebt und arbeitet in Stuttgart und lehrt in Düsseldorf.

## Leben und Werk
Uebele studierte Architektur und Städtebau an der Universität Stuttgart und Freie Graphik an der Kunstakademie Stuttgart. Von 1991 bis 1995 arbeitete er als freier Mitarbeiter bei Behnisch & Partner. 1996 gründete er sein eigenes Büro für Visuelle Kommunikation in Stuttgart. 1998 wurde er als Professor für Visuelle Kommunikation an die Fachhochschule Düsseldorf berufen.
Andreas Uebele ist Mitglied im Type Directors Club New York, Art Directors Club New York und seit 2007 Mitglied der AGI Alliance Graphique Internationale.
2015 war Andreas Uebele Praxisstipendiat der Villa Massimo in Rom.

## Auszeichnungen
Die Arbeiten des Büros wurden mit über 300 nationalen und internationalen Auszeichnungen gewürdigt, unter anderem 2003 mit dem Grand Prix des red dot award: communication design, 2009 mit dem Designpreis der Bundesrepublik Deutschland in Gold und 2011 mit dem Designpreis der Bundesrepublik Deutschland in Silber.

## Werke
- Material. Schmidt, Mainz 2017, ISBN 978-3-87439-875-6.
- Schrift im Raum. Schmidt, Mainz 2000, ISBN 3-87439-494-8.
- WegZeichen/My type of place. Schmidt, Mainz 2003, ISBN 3-87439-645-2.
- Orientierungssysteme und Signaletik. Schmidt, Mainz 2006, ISBN 3-87439-674-6.
- Alphabet Innsbruck. Schmidt, Mainz 2009, ISBN 978-3-87439-785-8.